# George Symons
George Thomas Macdonald Symons (23 de fevereiro de 1888 – 3 de dezembro de 1950) foi um marinheiro britânico que trabalhava como vigia a bordo do RMS Titanic. Symons, que tinha 24 anos na época do naufrágio do navio, foi posto no comando de um dos primeiros botes a ser lançado, o bote número 1. O bote era um cúter de emergência que foi lançado com apenas 12 pessoas a bordo, includindo sete tripulantes e ganhou notoriedade após o desastre.

## Vida pregressa e oTitanic
Symons nasceu em Weymouth, Dorset, Inglaterra, filho de Robert James Symons e Bessie Newman. Ele foi um de treze filhos.
Na noite de 14 de abril de 1912, Symons estava de folga quando o navio atingiu o iceberg. Logo depois, lhe foi ordenado para subir ao convés dos botes e ajudar na tarefa de carregar os botes salva-vidas. Por volta de 1:00, o Primeiro Oficial William McMaster Murdoch começou a carregar o bote número 1. Apesar das ordens de carregar os botes com mulheres e crianças primeiro, Murdoch colocou  Symons no comando do bote e o carregou com cinco foguistas, Sir Cosmo Duff-Gordon, Lucy, Lady Duff-Gordon, sua secretária e três outros passageiros da Primeira Classe. O bote finalmente foi baixado e se afastou do Titanic às 1:05. Foi resgatado pelo RMS Carpathia horas depois.
A bordo do Carpathia, Symons encontrou com seu irmão Jack, que era membro da tripulação desse navio.

## Depois do Titanic
Após o naufrágio ele retornou para Grâ-Bretanha e se casou com Mary Jane Bolt com quem teve duas filhas.
Após a eclosão da Primeira Guerra Mundial em 1914, Symons serviu pela Royal Naval Reserve. Então, novamente, Symons encontrou seu irmão Jack e ambos encontraram outro irmão deles, Bob, que foi gravemente ferido em combate. Todos sobreviveram à guerra.
Symons morreu em Southampton em 3 de dezembro de 1950.